# Guerras latinas
Las guerras latinas fueron una serie de enfrentamientos que tuvieron lugar en la Antigüedad en la península itálica. Los contendientes fueron la ciudad de Roma, constituida en República, y los pueblos itálicos del Lacio (latinos y faliscos) debido al interés de los romanos por someterlos. Fueron principalmente dos los enfrentamientos entre latinos y romanos, muy separados en el tiempo; ambos conflictos fueron muy breves.

## Primera guerra latina

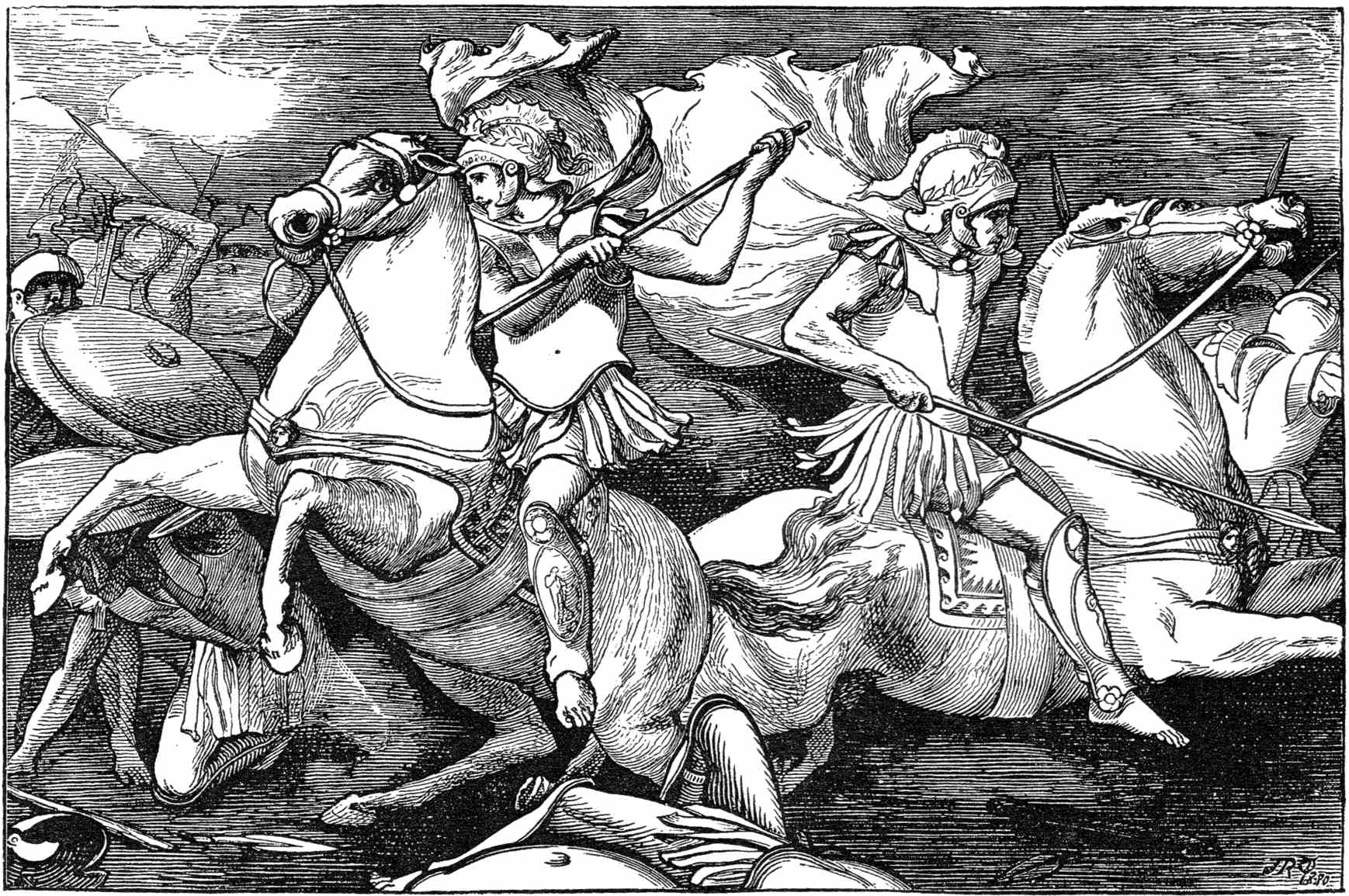
Los dioscuros en la batalla del Lago Regilo. Ilustración de John Reinhard Weguelin (1880).

La primera guerra latina tuvo lugar entre el 498 y el 493 a. C. Tras anteriores campañas contra los etruscos, los romanos intentaron consolidar su dominio en el Lacio. La Liga latina, formada por treinta pueblos latinos, se opuso militarmente a Roma. Estuvo liderada por la ciudad de Túsculo, donde había encontrado asilo Tarquinio el Soberbio, el último rey de Roma. La batalla decisiva se libró cerca del lago Regilo y supuso un importante triunfo romano basado en la caballería patricia. Según las leyendas romanas, los Dioscuros habrían combatido al lado de los romanos como dos jóvenes caballeros.
De esta forma, la guerra concluyó con el llamado foedus Cassianum (por el nombre del cónsul Espurio Casio) mediante el cual Roma se erigía como la principal potencia del Lacio. No obstante, reconocía la autonomía de las ciudades latinas, que habrían de prestar ayuda militar en caso de amenaza externa, reservándose Roma el mando militar de la alianza en ese supuesto. También se autorizaron matrimonios mixtos y la instauración de relaciones comerciales estables.

## Segunda guerra latina
La segunda guerra latina tuvo lugar entre el 340 y el 338 a. C., siglo y medio después de la anterior. Alarmadas por la política expansionista de Roma, las ciudades latinas enviaron una embajada al Senado romano para proponer la creación de una república en paridad entre Roma y el Lacio, en lugar de estar este último subordinado a Roma, y que se aceptara en el Senado a representantes latinos. Roma rehusó la propuesta, por lo que los latinos se alzaron en armas.
Tras ser rivales durante la anterior primera guerra samnita, Roma se alió con los samnitas para sofocar la rebelión de la renovada Liga latina, que contaba con el apoyo de los volscos de Anzio (Antium), los campanos y los sidicinos, traicionados por Roma al ser entregados a los samnitas como una de las condiciones de paz. Solo los laurentes del Lacio y los equites de Campania permanecieron fieles a Roma, así como los pelignos.
Mientras los latinos penetraban en el Samnio, las tropas romanas marcharon hacia el país de los volscos para someterlo y repartirse el territorio con los samnitas, cuyas tropas se unieron a las romanas en la Campania. Ambos ejércitos derrotaron conjuntamente a los latinos y campanos en la batalla del Vesubio, cerca del monte homónimo (339 a. C.). Los cónsules romanos eran Publio Decio Mus, quien sacrificó su vida en la batalla para obtener el favor de los dioses romanos, y Tito Manlio Imperioso Torcuato, quien restauró la disciplina del ejército ejecutando a su propio hijo tras un acto de desobediencia involuntaria.
Un año más tarde, Manlio derrotó a los latinos de forma decisiva en la batalla de Trifanum (338 a. C.), de manera que los latinos evacuaron la Campania y fueron acorralados por los romanos en el Lacio. De esta forma, el conflicto finalizó con la capitulación de Anzio ante el cónsul romano Cayo Menio y con la entrega de la flota volsca. Las proas (rostra) de los barcos apresados pasaron desde ese momento a adornar las tribunas de los oradores en el Foro Romano.
La Liga latina se disolvió y sus ciudades se integraron en la República romana mediante acuerdos bilaterales y estatutos específicos para cada una, impidiendo las relaciones particulares y de derecho entre ellas. A cambio, las ciudades sometidas recibieron mayores derechos para sus ciudadanos; algunas de ellas incluso recibieron la ciudadanía romana, como Lanuvio o Aricia; otras fueron elevadas al rango de colonias, como Ostia, Anzio y Terracina.